# قائمة بالزيارات الوزارية الدولية لأسعد الشيباني
رسمية هذه قائمة بالزيارات الوزارية الدولية لأسعد حسن الشيباني بعد توليه منصب وزير الخارجية لسوريا في 29 يناير 2025.

## ملخص
عدد الزيارات لكل دولة سافر إليها وزير الخارجية أسعد الشيباني هي:
- مرة واحدة: أذربيجان، البحرين، الكويت، اليونان، أمريكا، بلجيكا، روسيا، سويسرا، هولندا

- مرتان: العراق

- ثلاث مرات: السعودية، الإمارات
- أربع مرات: قطر، فرنسا
- خمس مرات: الأردن
- ست مرات: تركيا

## 2025
|    | دولة     | المدينة       | التاريخ               | تفاصيل |
| -- | -------- | ------------- | --------------------- | --- |
| 1  | السعودية | الرياض        | 1 كانون الثاني/يناير  | أول زيارة رسمية خارج الجمهورية، ذهب بصحبة وزير الدفاع مرهف أبو قصرة، ورئيس جهاز الاستخبارات العامة أنس خطاب، بعد دعوة من وزير الخارجية السعودي فيصل بن فرحان.                                                                 |
| 2  | قطر      | الدوحة        | 5 كانون الثاني/يناير  | أول زيارة رسمية إلى قطر. |
| 3  | الإمارات | أبو ظبي       | 6 كانون الثاني/يناير  | أول زيارة رسمية إلى الإمارات. |
| 4  | الأردن   | عمان          | 7 كانون الثاني/يناير  | أول زيارة رسمية إلى الأردن، التقى فيها بوزير الخارجية الأردني أيمن الصفدي. |
| 5  | السعودية | الرياض        | 12 كانون الأول/يناير  | مؤتمر الرياض حول مستقبل سوريا. |
| 6  | تركيا    | أنقرة         | 15 كانون الأول/يناير  | أول زيارة رسمية إلى تركيا، التقى فيها بوزير الخارجية هاكان فيدان ووزير الدفاع يشار غولر ورئيس جهاز الاستخبارات إبراهيم قالن.                                                                                                  |
| 7  | سويسرا   | دافوس         | 22 كانون الأول/ يناير | أول مشاركة له في المنتدى الاقتصادي العالمي المنعقد في دافوس. |
| 8  | السعودية | رياض جدة مكة  | 2-3 شباط/ فبراير      | زيارة عمل رسمية رفقة الرئيس أحمد الشرع في الرياض ثم ذهبا بعد ذلك إلى جدة متوجهان إلى مكة لأداء العمرة. |
| 9  | الإمارات | دبي           | 11 شباط/ فبراير       | القمة العالمية للحكومات في دبي. |
| 10 | فرنسا    | باريس         | 13-14 شباط/ فبراير    | مؤتمر دولي من أجل سوريا. |
| 11 | قطر      | الدوحة        | 23 شباط/فبراير        | زيارة رسمية التقى فيها برئيس مجلس الوزراء القطري الشيخ محمد بن عبد الرحمن آل ثاني. |
| 12 | الأردن   | عمان          | 26 شباط/فبراير        | رافق فيها الرئيس أحمد الشرع. |
| 13 | هولندا   | لاهاي         | 5 آذار/ مارس          | حضر فيه اجتماع المجلس التنفيذي لمنظمة حظر الأسلحة الكيميائية للمرة الأولى في تاريخ سوريا. |
| 14 | الأردن   | عمان          | 9 آذار/ مارس          | اجتماع دول جوار سوريا. |
| 15 | العراق   | بغداد         | 15 آذار/ مارس         | التقى أسعد الشيباني برؤساء الجمهورية عبد اللطيف جمال رشيد، والحكومة محمد شياع السوداني، والبرلمان محمود المشهداني، ووزير الخارجية العراقي فؤاد حسين، ورئيس الاستخبارات العامة حميد الشطري، ومستشار الأمن القومي قاسم الأعرجي. |
| 16 | بلجيكا   | بروكسل        | 17 آذار/ مارس         | مؤتمر المانحين في بروكسل. |
| 17 | تركيا    | أنطاليا       | 11-12 نيسان/ أبريل    | حضر منتدى أنطاليا الدبلوماسي رفقة الرئيس أحمد الشرع. |
| 18 | الإمارات | أبو ظبي       | 13 نيسان/ أبريل       | للقاء الرئيس الشيخ محمد بن زايد آل نهيان والمسؤولين الاماراتيين. |
| 19 | قطر      | الدوحة        | 15 نيسان/ أبريل       | زيارة عمل التقى خلالها بالشيخ تميم بن حمد آل ثاني ورئيس الوزراء العراقي محمد شياع السوداني. |
| 20 | أمريكا   | نيويورك       | 29 نيسان/ أبريل       | تكلم أمام الأمم المتحدة والتقى مسؤولون أمريكيون. |
| 21 | فرنسا    | باريس         | 7 أيار/ مايو          | رفقة الرئيس أحمد الشرع، زيارة عمل التقى فيها بالرئيس الفرنسي إيمانويل ماكرون والجالية السورية في فرنسا. |
| 22 | البحرين  | الصخيرالمنامة | 10 أيار/ مايو         | رفقة الرئيس، زيارة رسمية التقى فيها الملك حمد بن عيسى آل خليفة. |
| 23 | تركيا    | أنقرة         | 12 أيار/ مايو         | التقى الشيباني في أنقرة كلا من وزيري الخارجية التركي، هاكان فيدان، والأردني أيمن الصفدي خلال اجتماع ثلاثي. |
| 24 | تركيا    | أنطاليا       | 15 أيار/ مايو         | اجتمع وزراء خارجية تركيا وسوريا والولايات المتحدة، لبحث تفاصيل قرار الرئيس الأميركي دونالد ترامب رفع العقوبات عن دمشق. |
| 25 | العراق   | بغداد         | 17 ايار/ مايو         | القمة العربية العادية رقم 34. |
| 26 | الأردن   | عمان          | 20 أيار/ مايو         | الإعلان عن إنشاء مجلس تنسيقي أعلى بين سوريا والأردن. |
| 27 | تركيا    | إسطنبولأنقرة  | 24-25 أيار/ مايو      | التقى برفقة الرئيس أحمد الشرع بالرئيس رجب طيب اردوغان، ووزير الخارجية هاكان فيدان ووزير الدفاع ياشار كولر ورئيس المخابرات إبراهيم كالن في قصر دولمة بهتشي، وقد التقى هناك بالمبعوث الأمريكي الخاص إلى سوريا توماس براك.       |
| 28 | الكويت   | الكويت        | 1 حزيران/ يونيو       | ذهب برفقة أحمد الشرع وكان في استقبالهما وزير الخارجية عبد الله علي اليحيا. تمت بعد ذلك استضافتهما من قبل الشيخ مشعل الأحمد الجابر الصباح في قصر البيان.                                                                       |
| 29 | قطر      | الدوحة        | 3 حزيران/ يونيو       | التقى وزير الخارجية والمغتربين السيد أسعد حسن الشيباني والوفد الوزاري المرافق له رئيس مجلس الوزراء وزير الخارجية القطري الشيخ محمد بن عبد الرحمن آل ثاني في العاصمة القطرية الدوحة.                                           |
| 30 | أذربيجان | باكو          | 12 تموز/ يوليو        | زيارة عمل إلى أذربيجان، حيث التقيا هناك برفقة الرئيس أحمد الشرع رئيسها إلهام علييف وتباحثا في مواضيع، منها الطاقة. |
| 31 | فرنسا    | باريس         | 25 تموز/ يوليو        | اجتماع توسط فيه توماس براك. |
| 32 | روسيا    | موسكو         | 31 تموز/ يوليو        | أول زيارة رسمية له إلى روسيا، التقى فيها سيرغي لافروف وفلاديمير بوتين. |
| 33 | الأردن   | عمان          | 12 آب/ أغسطس          | اجتماع ثلاثي بين أسعد الشيباني ووزير الخارجية الأردني أيمن الصفدي والمبعوث الخاص إلى سوريا توم براك. |
| 34 | تركيا    | أنقرة         | 13 آب/ أغسطس          | ذهب برفقة وزير الدفاع مرهف أبو قصرة، ورئيس جهاز الإستخبارات حسين سلامة لمباحثات مع الجانب التركي بقيادة وزير الخارجية هاكان فيدان.                                                                                            |
| 35 | فرنسا    | باريس         | 19 آب/ أغسطس          | التقى هناك بوفد إسرائيلي بوساطة أمريكية لإعادة تفعيل إتفاق 1974. |
| 36 | اليونان  | أثينا         | 20 آب/أغسطس           | زيارة رسمية الى اليونان التقى خلالها نظيره اليوناني جورجوس جيرابيتريتيس ضمن مباحثات ثنائية. |